# Chusquea attenuata
Chusquea attenuata är en gräsart som först beskrevs av Johann es Christoph Christian Döll, och fick sitt nu gällande namn av Lynn G. Clark. Chusquea attenuata ingår i släktet Chusquea och familjen gräs. Inga underarter finns listade i Catalogue of Life.